# Орля-Ґура (Лодзинське воєводство)
Орля-Ґура (пол. Orla Góra) — село в Польщі, у гміні Біла-Равська Равського повіту Лодзинського воєводства.
Населення — 123 особи (2011).
У 1975—1998 роках село належало до Скерневицького воєводства.

## Демографія
Демографічна структура станом на 31 березня 2011 року:
|          | Загалом | Допрацездатний вік | Працездатний вік | Постпрацездатний вік |
| -------- | ------- | ------------------ | ---------------- | -------------------- |
| Чоловіки | 60      | 8                  | 42               | 10                   |
| Жінки    | 63      | 16                 | 36               | 11                   |
| Разом    | 123     | 24                 | 78               | 21                   |